# Euthalia mahapota
Euthalia mahapota är en fjärilsart som beskrevs av Hans Fruhstorfer 1913. Euthalia mahapota ingår i släktet Euthalia och familjen praktfjärilar. Inga underarter finns listade i Catalogue of Life.